# Project X Zone 2
Project X Zone 2 (プロジェクト クロスゾーン2：ブレイブニューワールド?, Purojekuto Kurosu Zōn 2: Bureibu Nyū Wārudo, Project X Zone 2: Brave New World) è un videogioco sviluppato da Monolith Soft e pubblicato da Bandai Namco per Nintendo 3DS. Sequel di Project X Zone, il videogioco è un crossover in cui compaiono personaggi dei videogiochi della Bandai Namco, di Capcom e di SEGA.

## Modalità di gioco
In Project X Zone 2 sono presenti 58 personaggi giocanti:
- Akira Yuki (Virtua Fighter)
- Alisa Ilinichina Amiella (God Eater)
- Aty (Summon Night)
- Axel Stone (Streets of Rage)
- Captain Commando (Captain Commando)
- Chris Redfield (Resident Evil)
- Chrom (Fire Emblem)
- Chun-Li (Street Fighter)
- Ciel Alencon (God Eater)
- Dante (Devil May Cry)
- Demitri Maximoff (Darkstalkers)
- Erica Fontaine (Sakura Wars)
- Estellise Sidos Heurassein (Tales of Vesperia)
- Felicia (Darkstalkers)
- Fiora (Xenoblade Chronicles)
- Flynn Scifo (Tales of Vesperia)
- Gemini Sunrise (Sakura Wars)
- Goro Majima (Yakuza)
- Haseo (.hack)
- Heihachi Mishima (Tekken)
- Hibana (Nightshade)
- Hotsuma (Shinobi)
- Ichiro Ogami (Sakura Wars)
- Ingrid (Street Fighter)
- Jill Valentine (Resident Evil)
- Jin Kazama (Tekken)
- June Lin Milliam (Star Gladiator)
- Kage-Maru (Virtua Fighter)
- Kazuma Kiryu (Yakuza)
- Kazuya Mishima (Tekken)
- Ken Masters (Street Fighter)
- Kite (.hack)
- KOS-MOS (Xenosaga)
- Leanne (Resonance of Fate)
- Leon Scott Kennedy (Resident Evil)
- Ling Xiaoyu (Tekken)
- Lucina (Fire Emblem)
- Maya Fey (Ace Attorney)
- Mega Man X (Mega Man)
- Morrigan Aensland (Darkstalkers)
- Nana Kouzuki (God Eater)
- Natsu (Soulcalibur)
- Pai Chan (Virtua Fighter)
- Phoenix Wright (Ace Attorney)
- Reiji Arisu (Namco × Capcom)
- Ryo Hazuki (Shenmue)
- Ryu (Street Fighter)
- Sakura Shinguji (Sakura Wars)
- Segata Sanshiro
- Strider Hiryu (Strider)
- Ulala (Space Channel 5)
- Valkyrie (The Legend of Valkyrie)
- Vashyron (Resonance of Fate)
- Vergil (Devil May Cry)
- Xiaomu (Namco × Capcom)
- Yuri Lowell (Tales of Vesperia)
- Zephyr (Resonance of Fate)
- Zero (Mega Man)

## Accoglienza
Henry Gilbert di IGN sostiene che esistano videogiochi di strategia migliori per la console portatile Nintendo, mentre la recensione di IGN Italia evidenzia che il titolo è adatto agli amanti del genere e agli appassionati di Bandai Namco, SEGA e Capcom. Per Eurogamer la localizzazione in italiano, effettuata tramite sottotitoli, è ottima.